# نگوزی، بوروندی
نگوزی (به سواحیلی: Ngozi) شهری در استان نگوزی واقع در کشور بوروندی است که در سال ۱۹۹۰ میلادی ۱۴٫۵۱۱ نفر جمعیت داشته و جمعیت آن در سال ۲۰۰۵ میلادی به ۲۱٫۵۰۶ نفر رسیده‌است. 